# Сергеев, Николай Иванович
Николай Иванович Сергеев — советский партийный и государственный деятель.

## Биография
Родился 18 ноября (1 декабря)1912 года в г. Сызрани, Симбирской губернии. Член ВКП(б) с 1941 года.
В 1939 году окончил Куйбышевский индустриальный институт.
С 1939 года — на хозяйственной, общественной и политической работе.
1939—1941 — инженер, заместитель начальника, начальник цеха завода имени И. В. Сталина (Таганрог Ростовской области);
1941—1943 — главный энергетик завода № 65 (Новосибирск);
1943—1944 — партийный организатор ЦК ВКП(б) завода № 65 (Новосибирск);
1944—1948 — главный энергетик завода «Сибсельмаш» (Новосибирск);
1948—1957 — главный инженер завода «Сибсельмаш» (Новосибирск);
1957—1960 — директор завода «Сибсельмаш» (Новосибирск);
1960—1961 — 1-й заместитель Председателя Совнархоза Новосибирского экономического административного района;
1961—1963 — 2-й секретарь Новосибирского областного комитета КПСС;
1963—1964 — 1-й секретарь Новосибирского промышленного областного комитета КПСС;
1964—1966 — 2-й секретарь Новосибирского областного комитета КПСС;
1966—1981 — заместитель министра станкостроительной и инструментальной промышленности СССР.
Избирался депутатом Верховного Совета РСФСР 6-го созыва.
Умер в 1985 году в Москве.